# William Cooper (Richter)

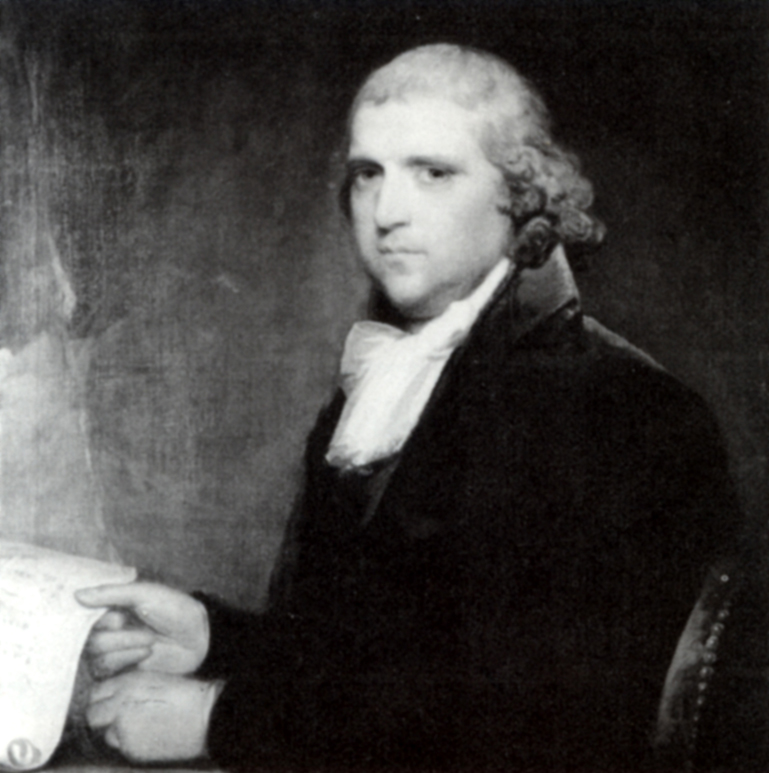
William Cooper

William Cooper (* 2. Dezember 1754 in Philadelphia, Province of Pennsylvania; † 22. Dezember 1809 in Albany, New York) war ein US-amerikanischer Jurist und Politiker. Zwischen 1795 und 1801 vertrat er zweimal den Bundesstaat New York im US-Repräsentantenhaus. Sein Sohn war der Schriftsteller James Fenimore Cooper.

## Werdegang
Bis 1789 lebte William Cooper in Burlington (New Jersey), wo er als Ladenbesitzer tätig war. Dann zog er in das Otsego County im Staat New York und gründete dort die Stadt Cooperstown. Außerdem bewirtschaftete er größere Ländereien. Im Jahr 1791 wurde er zum Berufungsrichter im Otsego County ernannt. In den 1790er Jahren schloss er sich der damals von Alexander Hamilton gegründeten Föderalistischen Partei an.
Bei den Kongresswahlen des Jahres 1794 wurde Cooper im zehnten Wahlbezirk von New York in das damals noch in Philadelphia tagende US-Repräsentantenhaus gewählt, wo er am 4. März 1795 die Nachfolge von Silas Talbot antrat. Bis zum 3. März 1797 konnte er zunächst eine Legislaturperiode im Kongress absolvieren. Im Jahr 1798 wurde er erneut im zehnten Distrikt seines Staates in das US-Repräsentantenhaus gewählt, wo er am 4. März 1799 James Cochran ablöste, der dort zwei Jahre zuvor sein Nachfolger geworden war. Bis zum 3. März 1801 konnte Cooper eine weitere Amtszeit im Kongress verbringen. Während dieser Zeit wurde die neue Bundeshauptstadt Washington, D.C. bezogen. William Cooper starb am 22. Dezember 1809 in Albany.